# アシモフ初期作品集
『アシモフ初期作品集』（The Early Asimov、アーリー・アシモフ）は、アイザック・アシモフのSF小説短編集。アメリカで1972年に刊行された。

## 概要
アシモフが執筆活動を始めた1939年から処女長編『宇宙の小石』の出版された1950年までの初期作品、27篇を収めている。1971年の時点でアシモフは10冊の短編集を出版していたが、それらの短編集に収録されなかった作品を集めている。
各短編は執筆順に並べられ、前後にはアシモフ自身の解説が加えられている。解説にはアシモフが初めて出版社へ持ち込んだ小説「宇宙のコルク抜き」など紛失した作品についても簡単に触れている。本書の範囲はファウンデーションシリーズ初期三部作や『われはロボット』等に収録された初期のロボット工学三原則物、傑作「夜来たる」などが書かれた時期に当たり、私生活でも学位取得、結婚、戦争、兵役、就職と人生の大転機が相次いでおり、それらの内幕などが詳細に記されている。解説の中で、当時のアシモフの執筆動機はあくまで雑誌掲載と原稿料を学費の足しにするためと語られており、後年の「書く事こそわが人生」とも言えるスタンスとは大きく異なっている。
収録作の1つ、「母なる地球」は後の『鋼鉄都市』の原型となった作品である。「地球種族」「虚数量」は多くの異星人の登場する銀河系文明を書いた作品である。これらの作品においてアスタウンディング編集者のキャンベルと異星人の扱いに関する意見の齟齬が生じた事から、逆に地球人類しか登場しないファウンデーションシリーズが書かれる事となった。
収録作はSFだけでなく「著者よ!著者よ!」など少数のファンタジー作品も含んでいる。同じくファンタジーの「地下鉄の小男」「幽霊裁判」はアシモフとジェイムズ・マクレイの共作である。「再昇華チオチモリンの吸時性」は架空の物質チオチモリンに関する化学論文の形式をとったジョーク作品である。
日本語訳はアメリカのペーパーバック版と同様に『カリストの脅威』『ガニメデのクリスマス』『母なる地球』の3分冊で1996年にハヤカワ文庫より出版されている。

## 『カリストの脅威』収録の短編
- カリストの脅威　The Callistan Menace
- 太陽をめぐるリング　Ring Around the Sun
- 一攫千金　The Magnificent Possession
- 時の流れ　Trends
- 恐ろしすぎて使えない武器　The Weapon Too Dreadful to Use
- 焔の修道士　Black Friar of the Flame
- 混血児　Half-Breed
- 秘密の感覚　The Secret Sense

## 『ガニメデのクリスマス』収録の短編
- 地球種族　Homo Sol
- 金星の混血児たち　Half-Breeds on Venus
- 虚数量　The Imaginary
- 遺伝　Heredity
- 歴史　History
- ガニメデのクリスマス　Christmas on Ganymede
- 地下鉄の小男　The Little Man on the Subway
- 新入生歓迎大会　The Hazing
- スーパー・ニュートロン　Super-Neutron
- 決定的!　Not Final
- 幽霊裁判　Legal Rites
- 時猫　Time Pussy

## 『母なる地球』収録の短編
- 著者よ!著者よ!　Author! Author!
- 死刑宣告　Death Sentence
- 袋小路　Blind Alley
- 関連なし　No Connection
- 再昇華チオチモリンの吸時性　The Endochronic Properties of Resublimated Thiotimoline
- 赤の女王のレース　The Red Queen's Race
- 母なる地球　Mother Earth